# Джарретт, Валери
Валери Джарретт (англ. Valerie Bowman Jarrett; р. 14 ноября 1956, Шираз, Шаханшахское Государство Иран) — американский политик-демократ.

## Биография
Родилась в Иране, где её родители-американцы возглавляли детскую больницу. Когда Валери было пять лет, семья на год переехала в Лондон, а затем, в 1963 году, в Чикаго. Ещё ребёнком Валери владела персидским, французским и английским языками.
Окончила Стэнфордский университет (1978, бакалавр психологии).
Степень доктора юриспруденции получила в школе права Мичиганского университета в 1981 году.
Джарретт начала свою карьеру в политике Чикаго в 1987 году, работая на мэра Гарольда Вашингтона, она занимала должность заместителя корпоративного советника по финансам и развитию. С 20.01.2009 один из трёх старших советников президента США Барака Обамы.
Указывают, что она «дружит с Бараком и (его женой) Мишель уже очень много лет, еще с тех пор, когда они жили в Чикаго».
- Её дочь Лора заняла третье место «в десятке» самых стильных девушек 2008 года по версии американского журнала «Vogue»[11].